# Sainte-Nathalène
Sainte-Nathalène là một xã, nằm ở tỉnh Dordogne vùng Aquitaine của Pháp. Xã này có diện tích 13,57 kilômét vuông, dân số năm 2004 là 495 người. Xã nằm ở khu vực có độ cao trung bình 115 m trên mực nước biển.

## Hành chính
| Danh sách các xã trưởng                |                  |                |                  |         |
| Giai đoạn                              | Giai đoạn        | Tên            | Đảng             | Tư cách |
| 1989                                   | tháng 3 năm 2008 | Michel Soulhie | -                | -       |
| tháng 3 năm 2008                       | đương nhiệm      | Michel Duclos  | không chính thức | hưu trí |
| Tất cả các dữ liệu trước đây không rõ. |                  |                |                  |         |

## Thông tin nhân khẩu
| Năm    | 1962 | 1968 | 1975 | 1982 | 1990 | 1999 | 2004 |
| ------ | ---- | ---- | ---- | ---- | ---- | ---- | ---- |
| Dân số | 303  | 310  | 297  | 346  | 364  | 471  | 495  |